# George Romney
Cet article concerne le peintre anglais. Pour la personnalité politique américaine, voir George W. Romney. Pour les homonymes, voir Romney.
George Romney est un peintre anglais. Il est né à Dalton-in-Furness dans le Lancashire (aujourd'hui dans le comté de Cumbria) le 26 décembre 1734 et mort à Kendal le 15 novembre 1802.

## Biographie
En 1755, il arrive à Kendal chez son père ébéniste et apprend la peinture avec Christopher Steele (1733-1767), peintre portraitiste itinérant.
En 1757 il commence à se faire connaître comme portraitiste mais il tombe malade.
En 1762, il est marié avec deux enfants. Il les abandonne et part pour Londres où il connaît son premier succès avec Mort de Général Wolfe, qui remporte le prix de la Société Royale des Arts.
Il peint très vite, cela se voit dans ses œuvres et leur donne un mouvement très enlevé, malgré quelques maladresses au début.
En 1764, il arrive à Paris et visite le Louvre et découvre François Boucher et Greuze. Poussé par Horace Vernet qu'il rencontre, il part pour l'Italie de 1773 à 1775. Il y découvre le néoclassicisme, décisif pour son art.
De retour à Londres en 1775, il installe son atelier au 32 Cavendish Square.
Pendant quinze ans, Sir Joshua Reynolds, le peintre officiel de la "gentry " le considéra comme un rival. Ce dernier, académicien, n'aimait pas Romney, d'ailleurs boudé par l'académie. Mais George Romney eut sa revanche car il fut le portraitiste le plus recherché d'Europe à partir de 1776.
Son atelier fut vite le salon des rendez-vous à la mode et le duc de Richmond s'y rendait parfois avec des membres du Parlement.
En 1802, à 68 ans, malade et oublié de tous, il meurt dans le décor de son enfance.

## Œuvre
Son style s'affirme à son arrivée à Londres en 1762. C'est là qu'il mit au point la fluidité et la hardiesse que l'on retrouve dans ses meilleures œuvres. Lorsqu'il manque d'inspiration ses portraits revêtent un air de routine, mais si le modèle est une ravissante jeune femme, un officier éblouissant ou un enfant aux joues roses, il leur insuffle une aisance et une vigueur rarement présentes chez ses contemporains.
En 1782, Emma Hart, la future Lady Hamilton présentée par George Gréville, le frère de Lord Warwick, deviendra son modèle pendant plus de 10 ans.
Il peignit près de deux mille portraits. dont une cinquantaine d'Emma dans les costumes les plus divers, Cassandre, Circé... et plus de cinq mille dessins et lavis, représentations de sorcières dans de mythiques forêts. Son geste rapide s'accélère au fil des dessins successifs et séduit les amateurs de romantisme.
- Portrait de Georgiana, Lady Greville, 1771-1772, huile sur toile, 76 × 63 cm, Courtauld Gallery, Londres[2]
- Mrs Mary Robinson ("Perdita"), 1780-1781, huile sur toile, 76 × 63 cm, Wallace Collection, Londres[3]
- Lady Hamilton au naturel, 1782, huile sur toile, 76 × 63 cm, Frick Collection, New York[4]
- Portrait de Mrs Harrit Greer, fin des années 1780, huile sur toile, 76 × 64 cm, Musée de l'Ermitage, Saint-Petersbourg[5]
- Henrietta, Comtesse de Warwick, et ses enfants, 1787–1789, huile sur toile, 203 × 156 cm, Frick Collection, New York[6]
- Autoportrait, 1795, huile sur toile, 76 × 63 cm, Metropolitan Museum, New York[7]

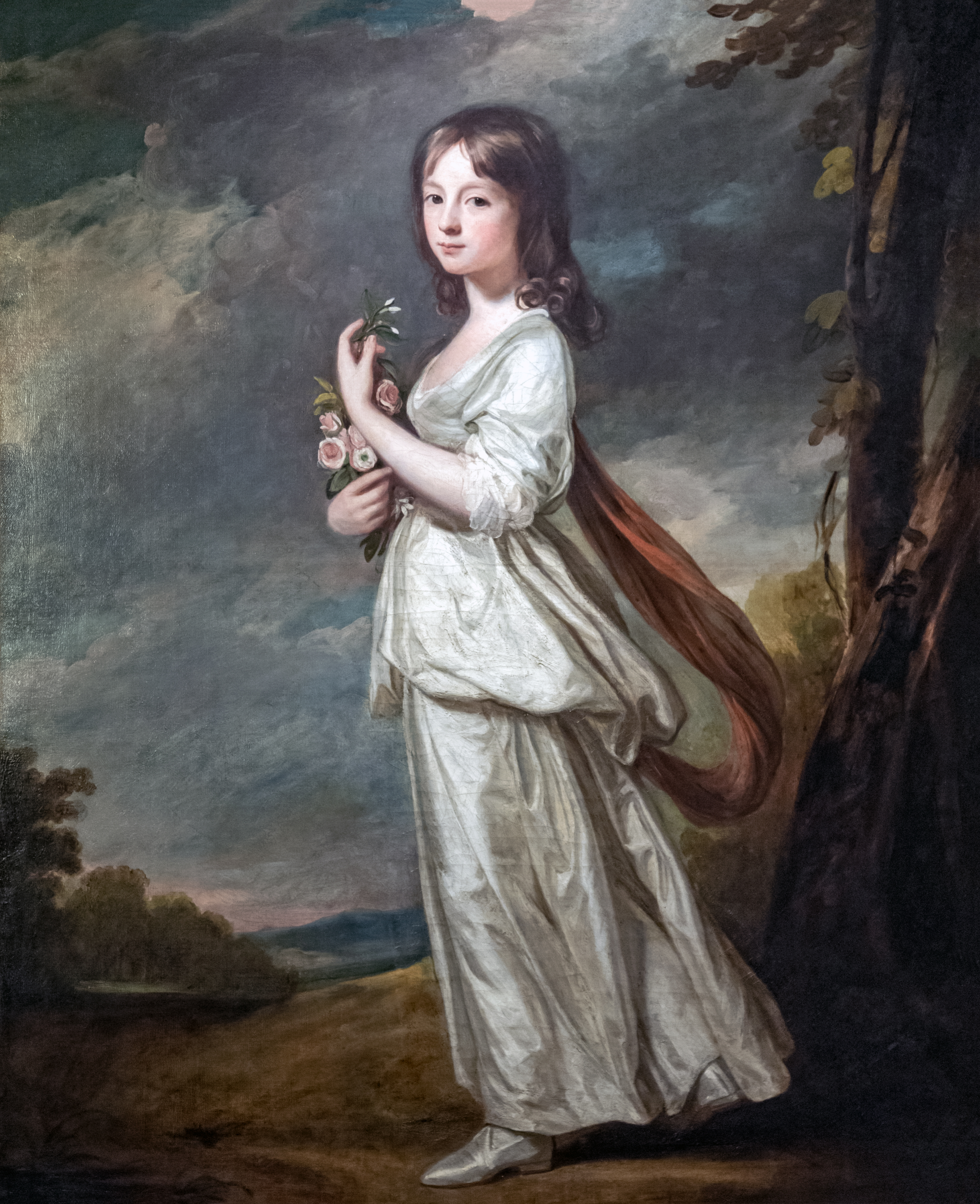
Miss Frances Elisabeth Sage Fondation Bemberg
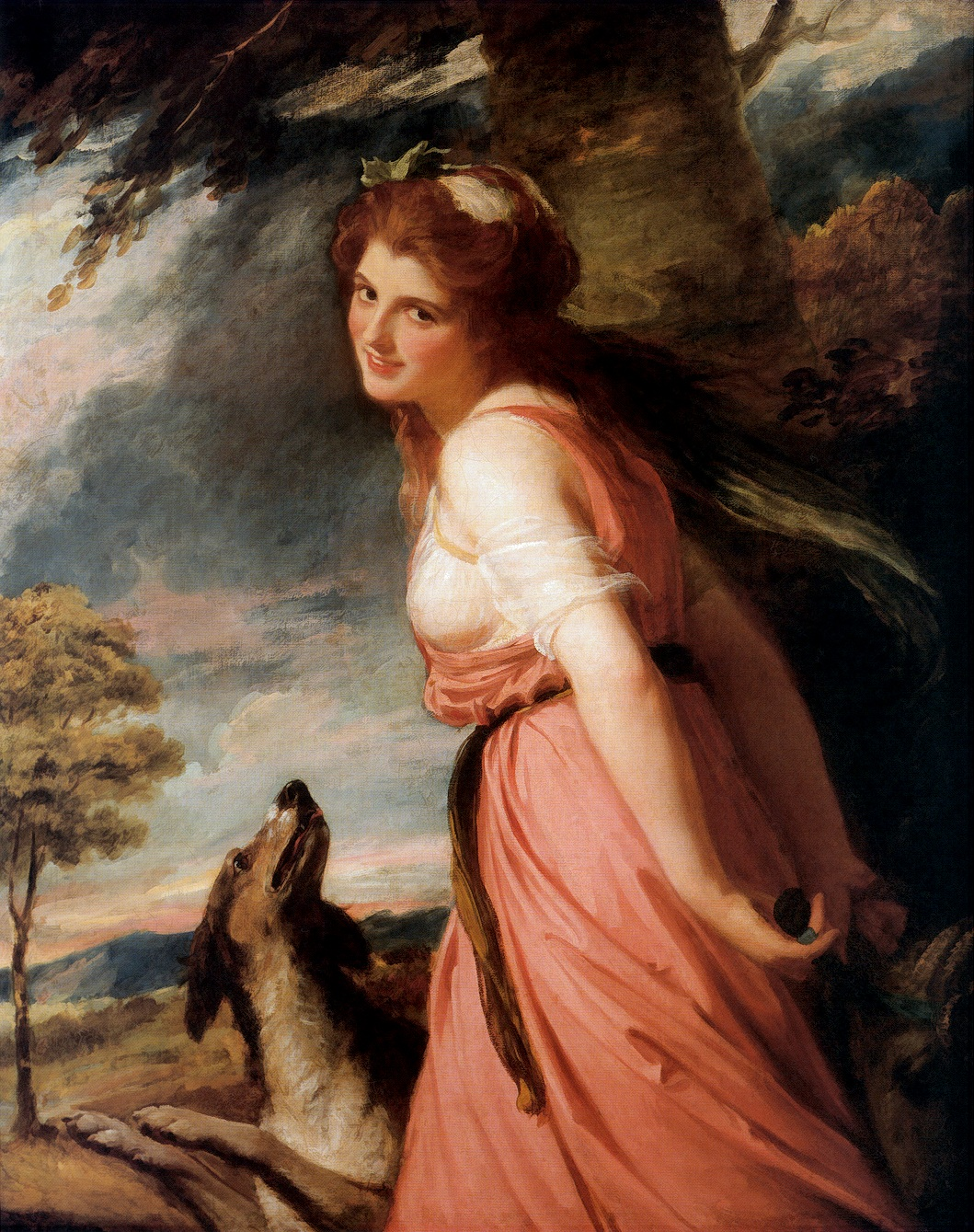
Lady Hamilton (en Bacchante)
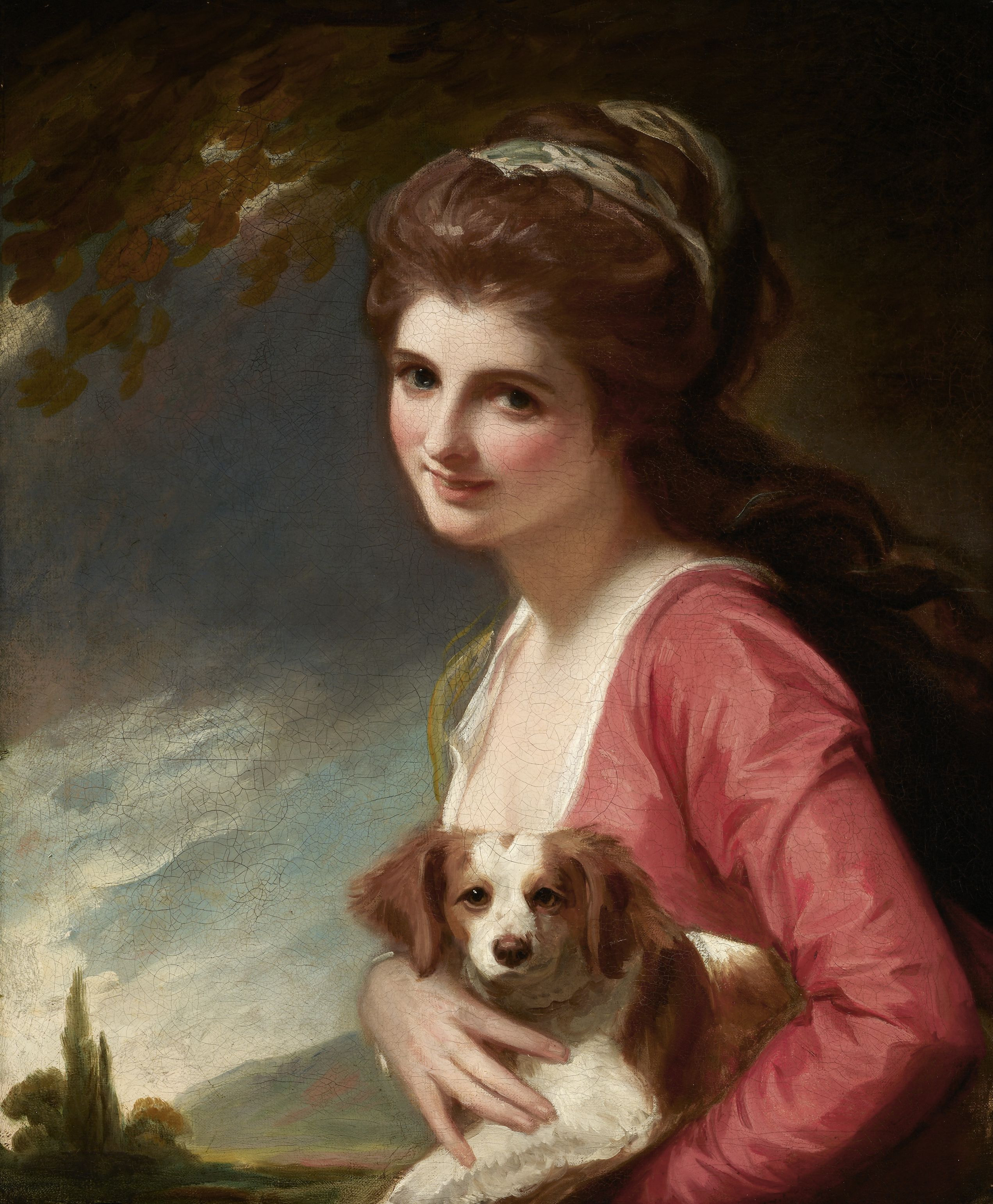
Lady Hamilton au naturel 1782, Frick Collection
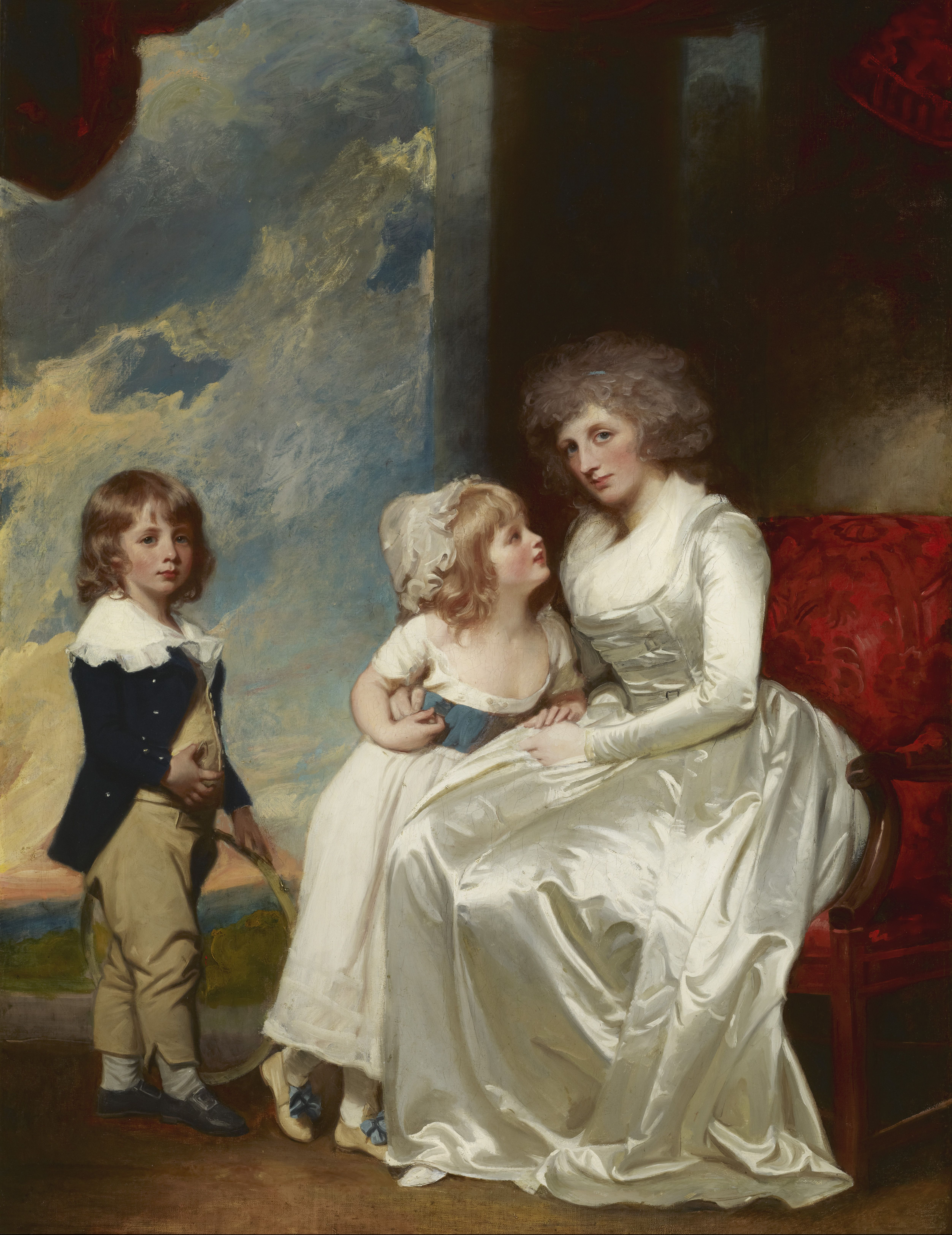
Comtesse de Warwick et ses enfants 1787-1789, Frick Collection
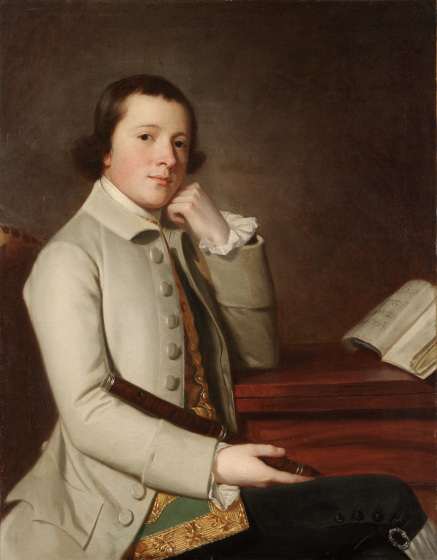
Jeune homme à la flûte fin des années 1760 Dallas Museum of Art
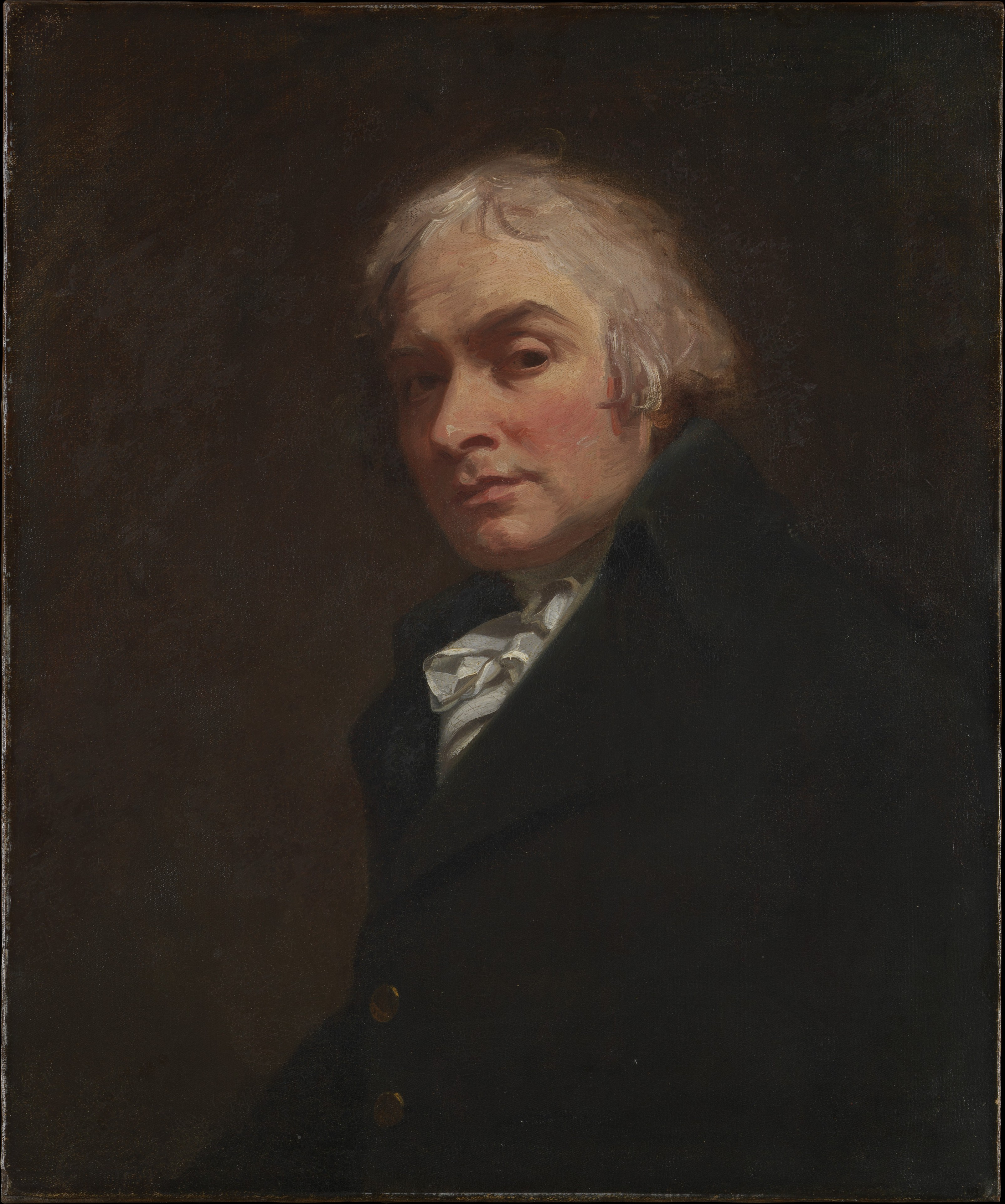
Autoportrait, 1795 Metropolitan Museum